# Сент-Пітер (Вісконсин)
Сент-Пітер (англ. St. Peter) — переписна місцевість (CDP) в США, в окрузі Фон-дю-Лак штату Вісконсин. Населення — 1642 особи (2020).

## Географія
Сент-Пітер розташований за координатами 43°50′18″ пн. ш. 88°20′36″ зх. д. / 43.83833° пн. ш. 88.34333° зх. д. (43.838275, -88.343335).  За даними Бюро перепису населення США в 2010 році переписна місцевість мала площу 9,41 км², з яких 9,40 км² — суходіл та 0,01 км² — водойми.

## Демографія
Згідно з переписом 2010 року, у переписній місцевості мешкало 1489 осіб у 533 домогосподарствах у складі 447 родин. Густота населення становила 158 осіб/км².  Було 544 помешкання (58/км²).
Расовий склад населення:
| - 98,7 % — білих - 0,3 % — азіатів - 0,2 % — чорних або афроамериканців |

До двох чи більше рас належало 0,6 %. Частка іспаномовних становила 1,9 % від усіх жителів.
За віковим діапазоном населення розподілялося таким чином: 26,0 % — особи молодші 18 років, 61,1 % — особи у віці 18—64 років, 12,9 % — особи у віці 65 років та старші. Медіана віку мешканця становила 44,1 року. На 100 осіб жіночої статі у переписній місцевості припадало 98,3 чоловіків;  на 100 жінок у віці від 18 років та старших — 102,2 чоловіків також старших 18 років.
Середній дохід на одне домашнє господарство  становив 77 605 доларів США (медіана — 73 977), а середній дохід на одну сім'ю — 84 886 доларів (медіана — 79 135). За межею бідності перебувало 4,4 % осіб, у тому числі 0,0 % дітей у віці до 18 років та 24,4 % осіб у віці 65 років та старших.
Цивільне працевлаштоване населення становило 778 осіб. Основні галузі зайнятості: освіта, охорона здоров'я та соціальна допомога — 27,4 %, роздрібна торгівля — 18,8 %, будівництво — 17,1 %.